# イベリア半島の地中海沿岸の岩絵
イベリア半島の地中海沿岸の岩絵（イベリアはんとうのちちゅうかいえんがんのいわえ）またはレバント美術は、スペインの世界遺産の一つである。カタロニア州、アンダルシア州、ムルシア州、バレンシア州、アラゴン州、カスティーリャ＝ラ・マンチャ州の6つの州にまたがる700地点以上に残る、膨大な数の先史時代の岩壁画が対象となっている。

## 概要
正確な作製年代は議論の余地があるが、おおむね紀元前8000年頃から前3500年頃のようである。洞窟壁画の一種ではあるが、自然光がさしこむ範囲に描かれているものが多い点で、他の多くの洞窟壁画と異なっている。岩絵群は染料などで彩色されたものが多いが、単なる線刻画もある。色は赤と黒のものが多く、一部の岩絵には羽根ペンや植物の一部で描かれた太さはわずか1～3ミリの細い線もある。絵のサイズは数十センチ程度のものばかりで、他の世界遺産に登録されている岩絵群と比べても小さめである。描かれているのは主に狩猟採集生活を行う人々や動物などで、生活の様々な様子が活写されている点にも特色がある。他には養蜂、戦闘、処刑、葬式、儀式、魔女、動物形象や半人半獣の生物などに関する岩絵もある。
また、一帯の地域はイヌワシ、ボネリークマタカ、ハヤブサ、スペインオオヤマネコ、スペインアイベックスなどの絶滅危惧種または固有種の生息地で、生態系としての価値も高い。

## 登録対象
登録地点は758箇所である。ICOMOSはこれをスタイルや主題を基準に7つの地域に分類している。
- 北部（The northern zone）
- マエストラスゴとエブロ川下流（The Maestrazgo and the Lower Ebro）
- クエンカとアルバラシンの山岳地帯（Mountain areas of Cuenca and Albarracin）
- フカル川洞窟と近隣山岳地帯（The Jucar river cave and the neighbouring mountain area）
- サフォル地方とラ・マリナ地方（The Safor and La Marina regions）
- セグラ川盆地と近隣山岳地帯（The Segura river basin and neighbouring mountain areas）
- 東アンダルシア（Eastern Andalusia）

## 登録基準
この世界遺産は世界遺産登録基準のうち、以下の条件を満たし、登録された（以下の基準は世界遺産センター公表の登録基準からの翻訳、引用である）。
- (3) 現存するまたは消滅した文化的伝統または文明の、唯一のまたは少なくとも稀な証拠。

ICOMOSは既に世界遺産に登録されていたタッシリ・ナジェール（アルジェリア）、ヴェゼール渓谷（フランス）、シエラ・デ・サンフランシスコ（メキシコ）などの岩絵と比べても、描かれている図像の小ささや、狩猟採集社会から農耕社会への過渡的な時期に描かれた貴重な証言であることなどによって、世界遺産として登録されるべき価値を有していると判断した。